# MiSaMo

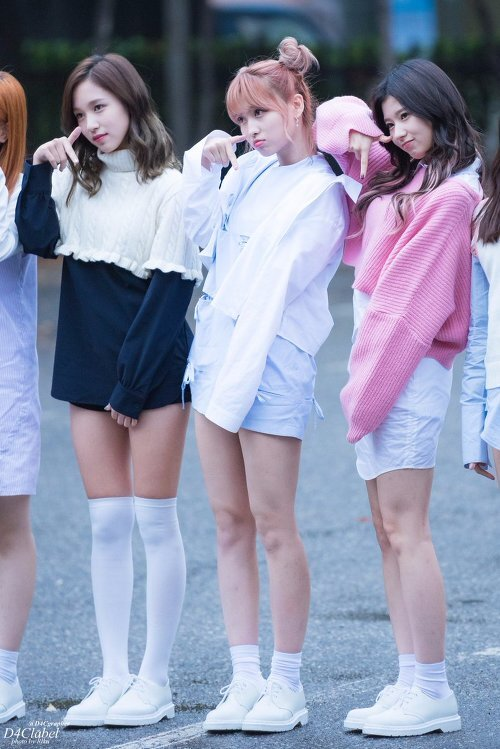
MiSaMo

MiSaMo is een onderdeel van Zuid-Koreaanse meidengroep Twice en bestaat uit de drie Japanse leden, namelijk Momo Hirai, Minatozaki Sana en Myoui Mina. De groepsnaam MiSaMo is een port-manteau van Mina, Sana en Momo.

## Debuut
In september 2022 registreerde JYP Entertainment de naam Misamo officieel als merknaam, wat toen leidde tot speculaties over de mogelijkheid van een nieuwe Japanse meidengroep. In november 2022 kondigde het bedrijf aan dat de nieuwe meidengroep, als onderdeel van Twice, inderdaad in de planning stond.
Op 25 januari 2023 werd het nummer "Bouquet" uitgebracht als onderdeel van de soundtrack van de televisieserie Liaison -- Children’s Heart Clinic. Begin februari werd MiSaMo officieel voorgesteld door JYP Entertainment.
Het eerste mini-album Masterpiece werd uitgebracht op 26 juli 2023. Dit mini-album heeft zeven nummers, geschreven door de drie leden zelf. De naam van het album is “Masterpiece” met lead-track “Do Not Touch”. Andere tracks zijn “Rewind You”, “Behind The Curtain”, “Marshmallow”, “Bouquet”, “Funny Valentine” en “Its not easy for you”. Het album bereikte de eerste plaats in de Japanse Billboard Hot Albums.
Om het album te promoten vond in Osaka en Yokohama een vijftal uitverkochte concerten plaats.

## Leden
De leden komen allemaal uit Zuid-Koreaanse meidengroep Twice, maar door de Japanse origine van de drie, zingen ze voornamelijk in het Japans.
De posities van de leden zijn:
- Momo Hirai: hoofddanseres, hoofdrapper
- Mina Myoui: hoofdvocaliste
- Sana Minatozaki: leider in vocalen en leider in dansen

- MusicBrainz: e148e786-f078-49e2-a9fb-fd044bd68905